# Stiftspropst
Der Stiftspropst (meist nur Propst) ist der Leiter eines Kollegiatstifts oder eines Regularkanonikerstifts.

## Verfassung

### Ernennung
Der Stiftspropst wird meist vom Stiftskapitel gewählt und bei Säkularkanonikern oft vom Bischof eingesetzt.
In der Vergangenheit wurden Pröpste öfter auch vom Landesherrn oder dem Bischof ohne Konsultation mit dem Stiftskapitel eingesetzt.

### Aufgaben
Der Propst leitet das Stift und vertritt es nach außen. Seine Aufgaben sind in den Statuten der verschiedenen Stiftskapitel unterschiedlich festgelegt. Meist teilt er sich die Leitung mit dem Stiftsdekan, der für die innere Leitung verantwortlich ist.

## Geschichte
Stiftskapitel wurden im Mittelalter meist von Landesherren gegründet, als kirchliches Gegengewicht zum jeweiligen Domkapitel. Die Pröpste standen daher den Landesherren nahe und waren auch als deren Räte und Beauftragte tätig.
Einige Kollegiatstifte hatten einen großen Einfluss in ihrem Territorium.